# PRO TV
PRO TV (phát âm tiếng Romania: [pro teˈve]), (trước đây là Canal 31) là kênh truyền hình tại România, ra mắt vào ngày 1 tháng 12 năm 1995 với tư cách là kênh truyền hình tư nhân thứ tư trong nước. Chủ sở hữu của kênh truyền hình là PRO TV SRL. Vào ngày 3 tháng 9 năm 1999, PRO TV cũng phát sóng chính thức tại Moldova dưới cái tên gọi PRO TV Chișinău.